# 陳綺雯
陳綺雯（英語：Aki Chan，1990年5月26日—），香港女演員、歌手，曾於《新城勁爆頒獎禮2014》奪得「新城勁爆新登場女歌手（銅獎）」。

## 簡介
陳綺雯2009年參加Sony模特兒比賽奪得季軍，後曾加入亞洲電視為旗下藝人兩年，因合約糾紛而在2013年約滿後轉到香港電視網絡。
2014年下半年，陳綺雯與香港電視網絡約滿，隨即簽約星娛樂唱片公司在歌唱事業發展，於《新城勁爆頒獎禮2014》奪得「新城勁爆新登場女歌手（銅獎）」。2015年尾推出首張的EP 【1ST】，其後與多個電視台或網絡平台合作，出演電影或電視節目，主力演員工作。

## 影視作品

### 電視節目（亞洲電視）

#### 2010年
- 青春無敵FreeD水運會 嘉賓
- 時尚生活Guide 嘉賓
- 財神到 嘉賓
- 香港亂噏 嘉賓

#### 2011年
- 智醒智勁四方城 主持
- A VIDEO 主持

#### 2012年
- 感動由你開始 主持
- 亞洲星光大道 星級舞鬥 嘉賓
- 通識小學堂 主持

### 電視劇集（香港電視網絡）

#### 2013年
- 夜班 飾 Bubble

#### 2014年
- 選戰 飾 Sandy
- 來生不做香港人 飾 Ruby
- 大眾情性 飾 李小姐

#### 2015年
- 末日+5 飾 張家欣（青年）

### 電視節目（電視廣播有限公司）

#### 2014年
- Music Café 嘉賓
- 勁歌金曲 嘉賓
- 無間音樂 嘉賓
- 360°音樂無邊 嘉賓

#### 2015年
- Think Big 天地
- 超強選擇1分鐘

### 電視節目（ViuTV）

#### 2020年
- 鬼同妳上位 1-8集

#### 2021年
- 冥冥之中

### 網路劇集Netflix

#### 2018年
- 性敢中環 飾 Joyce  （其他播放平台、hmvod、ViuTV、豆瓣电影等）

## 電影作品

### 2011年
- 微電影 蘋行世界 飾 女主角

### 2012年
- 微電影 傻豬豬你愛我什麼 飾 女主角
- 微電影 蘋行世界完結篇 飾 女主角

### 2013年
- 微電影 劏房俠 飾 女配角
- 音樂微電影 愛不是不愛的理由 飾 女主角
- 電影 葉問：終極一戰 飾 工友

### 2015年
- 音樂微電影 一杯咖啡。一個故事 飾 女主角 Heavan
- 禁毒微電影 如果...可以 飾 女配角

### 2017年
- 電影 女士復仇 飾 店員 Gucci

### 2020年
- 電影 食人狂魔 飾 女主角 紫晴（未上映）

### 2021年
- 電影 水著女王 飾 女二號 嘉雯（未上映）

## 音樂作品

### 個人專輯
| 專輯 # | 專輯名稱 | 專輯類型 | 發行公司 | 發行日期       | 曲目                                          |
| ------ | -------- | -------- | -------- | -------------- | --------------------------------------------- |
| 1st    | 1st      | EP       | 星娛樂   | 2015年11月25日 | 曲目 EP 1. 如果牆會說話 2. 輪候急症室 3. 等雪 |

```
單曲-食人花 電影
食人狂魔
主題曲 （未播放）
```

## 派台歌曲成績
| 派台歌曲成績 | 派台歌曲成績 | 派台歌曲成績 | 派台歌曲成績 | 派台歌曲成績 | 派台歌曲成績 | 派台歌曲成績 |
| ------------ | ------------ | ------------ | ------------ | ------------ | ------------ | ------------ |
| 唱片         | 歌曲         | 903          | RTHK         | 997          | TVB          | 備註         |
| 2014年       |              |              |              |              |              |              |
| 1st          | 如果牆會說話 | -            | 19           | 6            | -            |              |
| 2015年       |              |              |              |              |              |              |
| 1st          | 輪候急症室   | -            | -            | -            | -            |              |
| 1st          | 等雪         | -            | -            | -            | -            |              |

| 各台冠軍歌總數 | 各台冠軍歌總數 | 各台冠軍歌總數 | 各台冠軍歌總數 | 各台冠軍歌總數    |
| -------------- | -------------- | -------------- | -------------- | ----------------- |
| 903            | RTHK           | 997            | TVB            | 備註              |
| 0              | 0              | 0              | 0              | 四台冠軍歌總數：0 |

(*)表示仍在榜上

## 音樂創作

### 作詞作品
天天夜夜-演唱者 Twins （電影 謀殺似水年華 主題曲）
食人花-演唱者 陳綺雯 （電影食人狂魔主題曲）

## 獎項
- AGS亞洲遊戲展 SONY GAME MODEL比賽- 季軍
- 新城勁爆頒獎禮2014 - 新城勁爆新登場女歌手（銅獎）

## 新聞連結
https://hd.stheadline.com/life/ent/realtime/1882892/即時-娛樂-頭條獨家-疫情拖累-接拍電影電視劇無奈叫停-陳綺雯期待首部女一作上映 （页面存档备份，存于）
https://sina.com.hk/news/article/20181016/0/3/49/Stars-Girl-性敢中環-陳綺雯Aki首次性感演出-9323182.html （页面存档备份，存于）
https://www.hk01.com/即時娛樂/401832/食人狂魔-陳綺雯飾少婦挑戰性感尺度-未試過着咁少布演出
https://hk.news.yahoo.com/食人狂魔-陳綺雯飾少婦挑戰性感尺度-未試過着咁少布演出-124512302.html （页面存档备份，存于）
https://sina.com.hk/news/article/20201118/0/3/4/鬼同你冥婚-陳綺雯-12421375.html （页面存档备份，存于）
https://hd.stheadline.com/life/ent/realtime/2158336/即時-娛樂-師姐教路-晉身商界做女強人-陳綺雯願為薛影儀做髮型指導 （页面存档备份，存于）
https://sina.com.hk/news/article/20180503/0/1/4/不出寫真網上派-福利-陳綺雯-不想與小妹妹們比較-8794788.html （页面存档备份，存于）
https://sina.com.hk/news/article/20170810/0/3/4/逐夢奇緣-7782795.html （页面存档备份，存于）
https://www.stars-hk.com/2016/09/02/梁奕藍、陳綺雯為美容代言-即將情侶檔出歌拍微電/
https://hk.on.cc/hk/bkn/cnt/entertainment/20200118/bkn-20200118063026588-0118_00862_001.html （页面存档备份，存于）

## 外部連結
非官方成立的歌迷/影迷/支援者網站、網頁、部落格、論壇等的連結，以及YouTube、Google Video之類的影像連結並不適合放在維基百科條目裡，請參考「Wikipedia:不適合維基百科的文章」。 -->
- 陳綺雯的Instagram帳戶
- 陳綺雯的Facebook專頁
- 陳綺雯的新浪微博